# Espermidina
Espermidina é um composto de poliamina (
C7H19N3) encontrados em ribossomos e tecidos vivos e com várias funções metabólicas dentro dos organismos. Foi originalmente isolado do sêmen.